# Caza nocturno

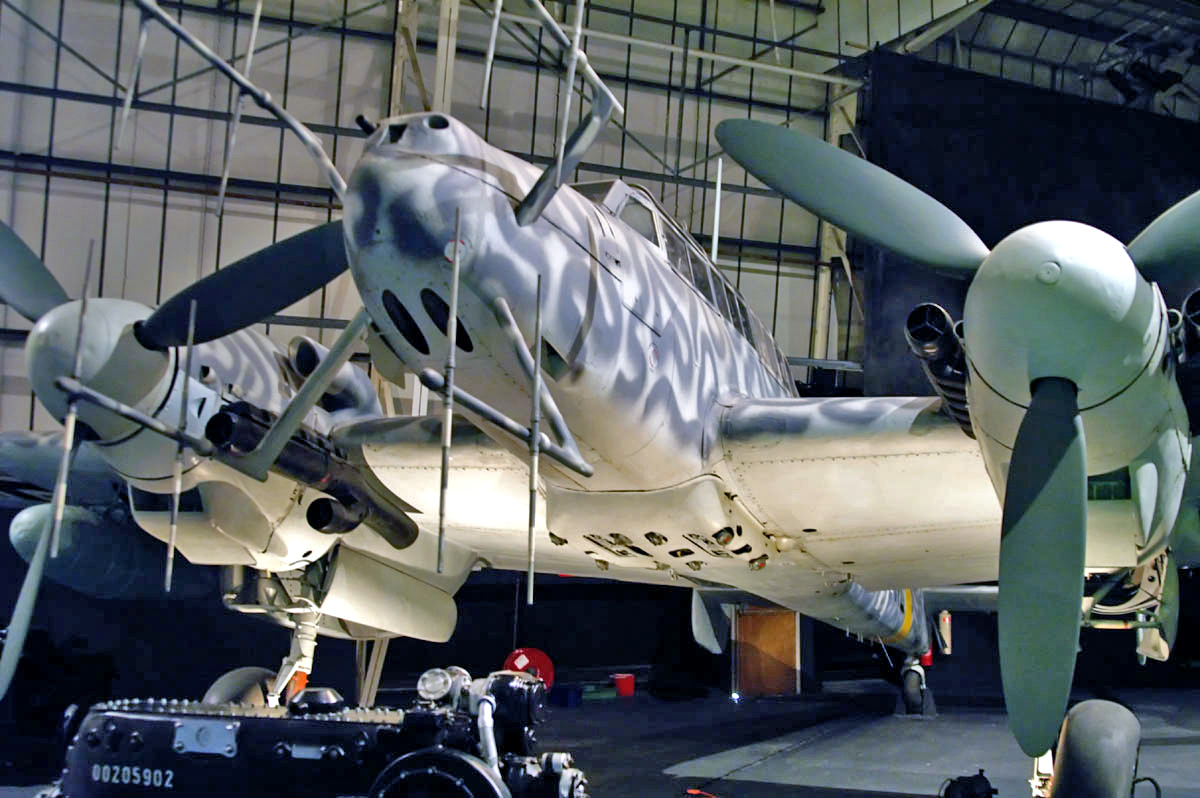
Un caza nocturno Messerschmitt Bf 110G-4 alemán de la Segunda Guerra Mundial en el Museo de la RAF de Londres.

Un caza nocturno (también conocido como caza todo tiempo durante un periodo tras la Segunda Guerra Mundial) es un avión de caza adaptado para ser usado por la noche o en otras condiciones de mala visibilidad.
Los cazas nocturnos comenzaron a ser usados en la Primera Guerra Mundial, incluyendo modelos que estaban modificados especialmente para operar por la noche. Durante la Segunda Guerra Mundial, los cazas nocturnos eran o fabricados específicamente para ese propósito o bien eran cazas diurnos modificados para ser efectivos en el combate nocturno, empleando frecuentemente el radar u otros sistemas para proporcionar algún tipo de capacidad de detección en condiciones de baja visibilidad. A medida que el tamaño de estos sistemas fue decreciendo en relación con el tamaño de un caza medio, la necesidad de un avión específico para lleva a cabo el papel de caza nocturno fue desapareciendo. Los aviones de combate modernos son capaces de llevar a cabo el papel de caza nocturno sin ninguna modificación.

## Desarrollo
Los cazas nocturnos que se desarrollaron en la Segunda Guerra Mundial, fueron posibles gracias al advenimientos del radar. Antes de esto, las defensas nocturnas se remitían sólo a las luces y artillería antiaérea, además de los apagones.Después de la guerra, los cazas nocturnos decayeron ya que todos los cazas tenían varias capacidades.
Estas capacidades requerían el uso de radar, baliza de aeródromos también Buscador de dirección para encontrar la Base Aérea de noche y varios equipos de comunicaciones además de iluminación en la Cabina. Este equipo requería normalmente de un aparato bimotor para levantarlo, principalmente porque el área de la proa debería estar libre para la instalación de un radar, donde estaría el motor en un diseño monomotor. La Marina de Estados Unidos colocó los radar debajo de las alas de los monomotores F6F Hellcat al final de la guerra operando en el Pacífico.

## Inicios
Muchos aviones fueron convertidos desde diseños previos de Caza pesado y algunos desde bombarderos; ejemplos como el Bristol Beaufighter y el de Havilland Mosquito. Algunos fueron diseñados directamente como cazas nocturnos como el P-61 Black Widow.

### Segunda Guerra Mundial

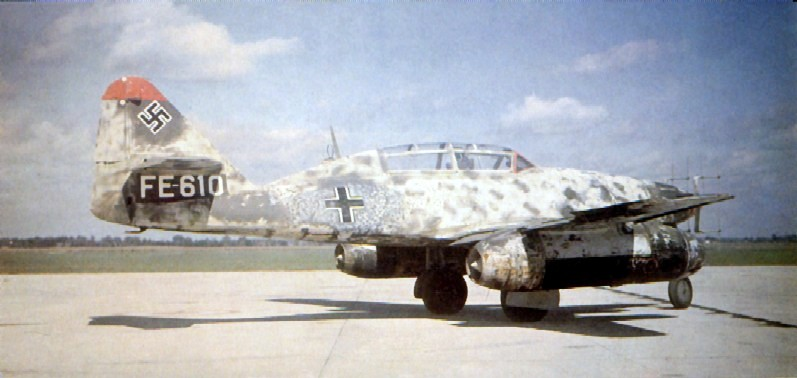
Caza nocturno alemán Me 262 capturado por los norteamericanos

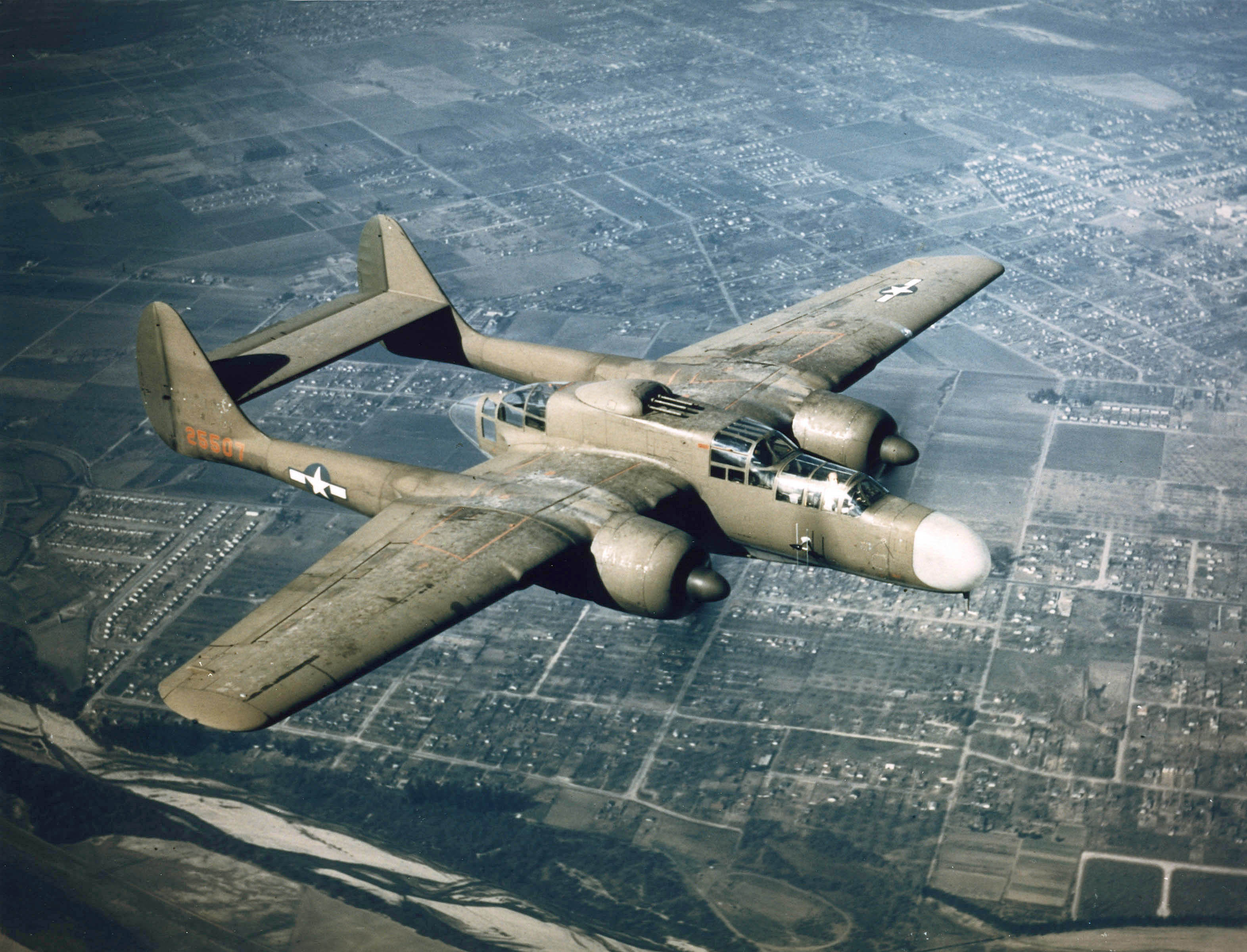
Northrop P-61 Black Widow.

Durante la Segunda Guerra Mundial, la Luftwaffe también experimentó en cazas monomotores para este rol los cuales eran llamados Wilde Sau  (jabalí). En este caso los cazas, clásicamente Focke-Wulf Fw 190s, eran equipados solo con direccionadores que permitían aterrizar a los pilotos. Para encontrar sus blancos, recurrían a bengalas en frente de los bombarderos o esperaban que pasaran encima de las ciudades incendiadas.

### Posguerra
Los cazas nocturnos subsistieron como clase separada hasta los 1960s. Mientras los aviones crecían en capacidades, los Interceptores tomaron la clase de caza nocturno y la clase declinó. Ejemplos de estos fueron el Avro Arrow, Convair F-106 Delta Dart y el English Electric Lightning.

### Hasta el presente
El diseño de aviones borró las líneas de demarcación hasta el punto de ser poco claras las diferencias de clase. El único diseño que permanece hasta la fecha es el MiG-31. Hasta su retiro de la Marina de Estados Unidos, el F-14 Tomcat cumplía ese rol. En ambos casos cumplían operaciones – fuera del rango de los misiles para el caso de los norteamericanos y en Siberia para los rusos – los cuales no podían ser cumplidos por aviones pequeños.

## Primera Guerra Mundial
- Sopwith Camel caza nocturno.

## Segunda Guerra Mundial

### Alemania nazi
- Dornier Do 217J, 217N
- Focke-Wulf Ta 154
- Heinkel He 219
- Junkers Ju 88C, Ju 88G
- Messerschmitt Bf 110F-4, 110G-4
- Messerschmitt Me 262

### Japón imperial
- Nakajima J1N Gekko (月光)

### Unión Soviética
- Yakovlev Yak-9M PVO

### Gran Bretaña
Pre-radar:
- Boulton Paul Defiant

AI radar:
- Bristol Blenheim
- Bristol Beaufighter (1940)
- de Havilland Mosquito (1942)
- Gloster Meteor (1944)

### Estados Unidos
- Grumman F7F-2N, F7F-3N
- P-38M "Night Lightning"
- P-61 Black Widow